# Bankim
Bankim è un comune del Camerun, che fa parte del dipartimento di Mayo-Banyo nella regione di Adamaoua.